# San Marino Calcio 2012-2013
Questa pagina raccoglie le informazioni riguardanti il San Marino Calcio nelle competizioni ufficiali della stagione 2012-2013.

## Rosa
| N. |                       | Ruolo | Calciatore         |
| -- | --------------------- | ----- | ------------------ |
|    | San Marino (bandiera) | P     | Elia Benedettini   |
|    | Italia (bandiera)     | C     | Simone Calvano     |
|    | Italia (bandiera)     | C     | Nicola Capellini   |
|    | Italia (bandiera)     | P     | Francesco Casolla  |
|    | Italia (bandiera)     | A     | Emanuele Chiaretti |
|    | Italia (bandiera)     | A     | Massimo Coda       |
|    | Italia (bandiera)     | D     | Roberto Crivello   |
|    | Italia (bandiera)     | A     | Edoardo Defendi    |
|    | Italia (bandiera)     | C     | Salvatore Del Sole |
|    | Francia (bandiera)    | A     | Abdou Doumbia      |
|    | Italia (bandiera)     | D     | Davide Farina      |
|    | Italia (bandiera)     | D     | Davide Ferrari     |
|    | Italia (bandiera)     | D     | Vittorio Ferrero   |

| N. |                   | Ruolo | Calciatore          |
| -- | ----------------- | ----- | ------------------- |
|    | Italia (bandiera) | D     | Alessandro Fogacci  |
|    | Italia (bandiera) | D     | Alberto Galuppo     |
|    | Italia (bandiera) | C     | Francesco Lunardini |
|    | Italia (bandiera) | D     | Federico Mannini    |
|    | Italia (bandiera) | A     | Diego Mella         |
|    | Italia (bandiera) | P     | Mattia Migani       |
|    | Italia (bandiera) | C     | Gabriele Pacciardi  |
|    | Italia (bandiera) | D     | Carlo Pelagatti     |
|    | Italia (bandiera) | C     | Luca Pigini         |
|    | Italia (bandiera) | C     | Davide Poletti      |
|    | Italia (bandiera) | A     | Marco Villanova     |
|    | Italia (bandiera) | P     | Gianluca Vivan      |

## Organigramma societario
Area tecnica
- Allenatore: Leonardo Acori
- Allenatore in seconda:
- Preparatore dei portieri:
- Preparatori atletici:

## Risultati

### Lega Pro Prima Divisione

#### Girone di andata
| Arbitro: | Aureliano |

|                          |           |               |
| Donnarumma 24’, 41’, 76’ | Marcatori | 53’ Chiaretti |

| Arbitro: | Albertini |

|                                    |           |              |
| Pacciardi 44’ Coda 73’ Poletti 82’ | Marcatori | 65’ Arrigoni |

| Arbitro: | Chiffi |

|                      |           |  |
| Foti 62’ Chiricò 78’ | Marcatori |  |

| Arbitro: | Sacchi |

|  |           |          |
|  | Marcatori | 7’ Cesca |

| Arbitro: | Spinelli |

|                       |           |          |
| Rocca 21’ Corazza 41’ | Marcatori | 59’ Sole |

| Arbitro: | Petroni |

|                       |           |              |
| Casolla 30’ Mella 60’ | Marcatori | 90’ Maritato |

| Arbitro: | Ripa |

|             |           |             |
| Belotti 80’ | Marcatori | 69’ Poletti |

| 14 ottobre 2012 8ª giornata |  | – turno di riposo |  |  |

| Arbitro: | Caso |

|  |           |                                     |
|  | Marcatori | 63’ Potenza 80’ Ferretti 90’ Kabine |

| Arbitro: | Mangialardi |

|               |           |                                |
| Tarantino 27’ | Marcatori | 54’, 69’ Doumbia 56’ Pacciardi |

| Arbitro: | Abisso |

|                                              |           |  |
| Pacciardi 50’ Coda 71’ Poletti 82’ Mella 90’ | Marcatori |  |

| Arbitro: | Rasia |

|  |           |          |
|  | Marcatori | 37’ Coda |

| Arbitro: | Illuzzi |

|                      |           |                      |
| Coda 63’ Casolla 81’ | Marcatori | 77’ Russo 90’ Staiti |

| Arbitro: | Pierro |

|                                             |           |  |
| Abate 10’ Mancosu 50’ Basso 67’ Tedesco 90’ | Marcatori |  |

| Arbitro: | Morreale |

|  |           |             |
|  | Marcatori | 87’ Montini |

| Arbitro: | Bellotti |

|               |           |             |
| Filippini 76’ | Marcatori | 59’ Defendi |

| Arbitro: | Baroni |

|             |           |             |
| Poletti 78’ | Marcatori | 33’ Inglese |

#### Girone di ritorno
| Arbitro: | Soricaro |

|                              |           |  |
| Doumbia 45’ Casolla 82’, 90’ | Marcatori |  |

| Arbitro: | Guccini |

|                            |           |                                                     |
| Cogliati 4’ Bortolotto 15’ | Marcatori | 13’ Coda 14’, 37’ Doumbia 34’ Poletti 69’ Capellini |

| Arbitro: | D'Angelo |

|                            |           |                |
| Capellini 5’ Coda 25’, 65’ | Marcatori | 37’ Bogliacino |

| Arbitro: | Bietolini |

|  |           |          |
|  | Marcatori | 30’ Coda |

| Arbitro: | Piccinini |

|                        |           |  |
| Capellini 11’ Coda 33’ | Marcatori |  |

| Bolzano 17 febbraio 2013, ore 14:30 23ª giornata | Südtirol | 0 – 0 referto | San Marino | Stadio Druso (2.000 spett.)\| Arbitro: \| Lazzari \| |
| Arbitro:                                         | Lazzari  |               |            |                                                      |

| Arbitro: | Casaluci |

|             |           |                        |
| Doumbia 51’ | Marcatori | 9’ Belotti 81’ Corradi |

| 24 febbraio 2013 25ª giornata |  | – turno di riposo |  |  |

| Arbitro: | Verdenelli |

|            |           |  |
| Concas 63’ | Marcatori |  |

| Arbitro: | Caso |

|             |           |  |
| Doumbia 67’ | Marcatori |  |

| Arbitro: | Sacchi |

|              |           |                                      |
| Sprocati 78’ | Marcatori | 30’ Pelagatti 71’ Coda 90’ Chiaretti |

| Serravalle 7 aprile 2013, ore 15:00 29ª giornata | San Marino | 0 – 0 referto | Cuneo | Stadio Olimpico di Serravalle (550 spett.)\| Arbitro: \| Bellotti \| |
| Arbitro:                                         | Bellotti   |               |       |                                                                      |

| Arbitro: | Tardino |

|                        |           |  |
| Falcier 26’ Guerra 32’ | Marcatori |  |

| Arbitro: | Chiffi |

|  |           |           |
|  | Marcatori | 73’ Abate |

| Arbitro: | Colarossi |

|                |           |             |
| Berardocco 31’ | Marcatori | 74’ Poletti |

| Arbitro: | Marini |

|             |           |                                                                 |
| Poletti 61’ | Marcatori | 2’ Noci 50’ Cremonesi 54’, 90’ Carlini 78’ Minelli 82’ Visconti |

| Arbitro: | Rossi |

|                          |           |  |
| Baraye 56’ Marcolini 79’ | Marcatori |  |

### Coppa Italia
| Benevento 5 agosto 2012, ore 20:30 1ª giornata | Benevento | 1 – 0 referto | San Marino | Stadio Ciro Vigorito |